# Kyushu Q1W Tokai
Kyushu Q1W Tokai, av de allierade kallad Lorna, var ett japanskt ubåtsjaktsflygplan från andra världskriget.
Planet designades efter en specifikation utfärdad 1942 för ett flygplan för ubåtsjakt. Den första prototypen stod klar i september 1943 och efter testflygningar gav flottan order om att planet skulle sättas i produktion. När planet kom ut på förband under 1944 upptäckte man snabbt att det på grund av sin låga hastighet och bristfälliga defensiva beväpning var ett lätt byte för de allierades jaktflyg.
Totalt byggdes 153 exemplar av planet.

## Varianter
- Q1W1, den ursprungliga varianten, helt utförd i metall.
- Q1W2, variant där bakkroppen tillverkats av trä. Endast ett fåtal plan byggdes av denna variant.
- Q1W1-K, fyrsitsig skolflygplansvariant utförd helt i trä. Ett plan byggdes av denna variant.